# Officina profumo-farmaceutica di Santa Maria Novella
L'Officina profumo-farmaceutica di Santa Maria Novella, o Farmacia di Santa Maria Novella, o Antica Spezieria di Santa Maria Novella, si trova in via della Scala 16 a Firenze, in una parte del complesso conventuale di Santa Maria Novella. Oggi è ritenuta la farmacia storica più antica di tutta Europa, essendo attiva senza soluzione di continuità da oltre 4 secoli, nonché uno degli esercizi commerciali più antichi in assoluto: per tale ragione nel 2012 le è stata dedicata un'emissione filatelica italiana; è stato iniziato inoltre un progetto di restauro di alcuni ambienti monumentali.

## Storia

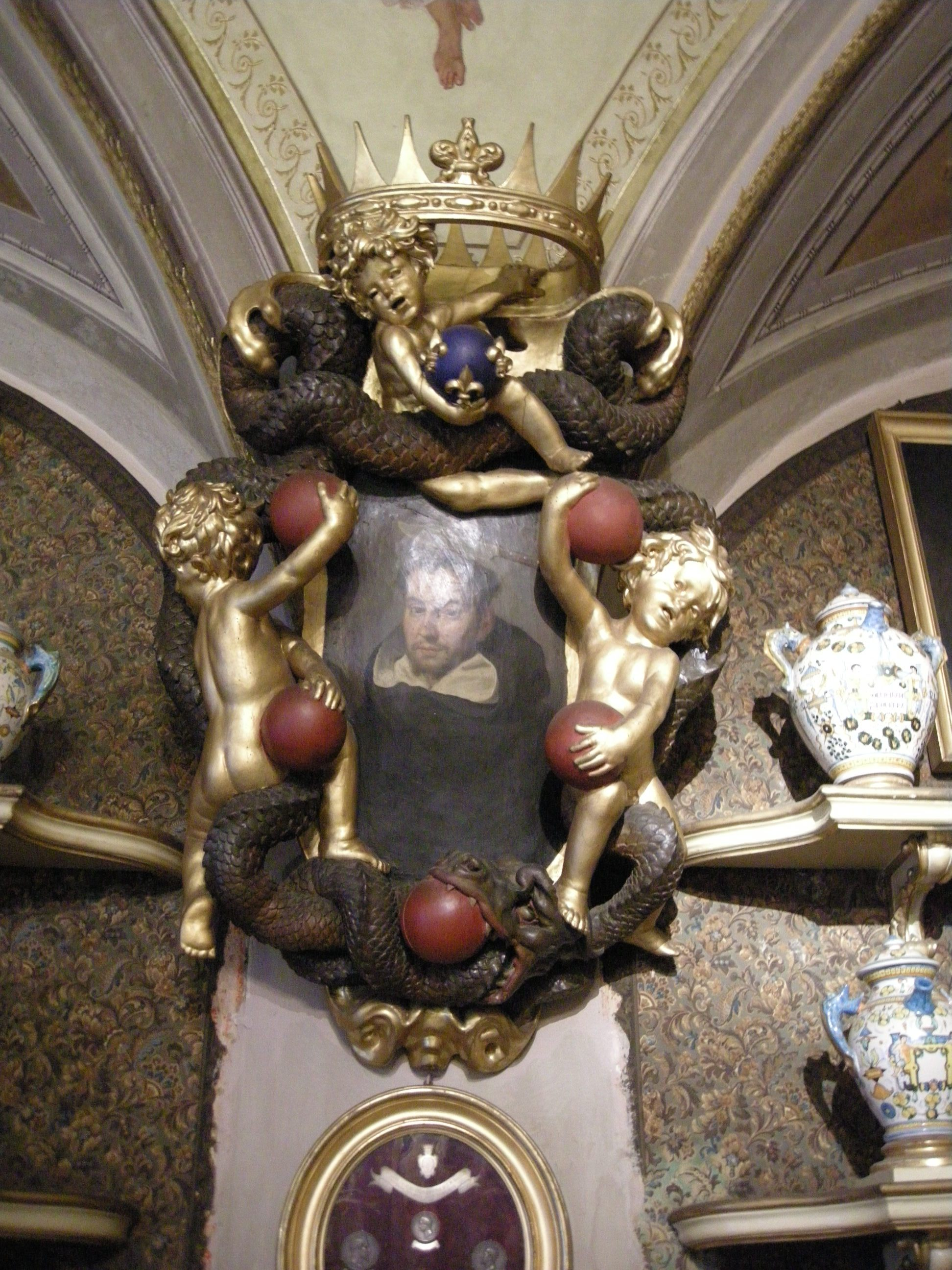
Ritratto, nella sala Verde

Già nel 1381 è documentato come i Domenicani di Santa Maria Novella vendessero l'acqua di rose come disinfettante, usato soprattutto nei periodi di epidemie. I frati coltivavano le piante medicamentose (i semplici, da cui deriva il nome del giardino dei Semplici) in un orto attiguo, distillavano erbe e fiori, preparavano essenze, elisir, pomate, balsami. Il giardino dei semplici riforniva principalmente la più vicina e gemella Farmacia di San Marco anch'essa fondata e gestita dai frati domenicani.
L'attuale profumeria risale al 1612, quando ancora svolgeva anche l'attività di spezieria. Rinomata in tutta Europa, ricevette dal granduca Ferdinando II de' Medici il titolo di Fonderia di Sua Altezza Reale nel 1659, durante la direzione di Fra' Angiolo Marchissi. Nel XVIII secolo i suoi prodotti venivano esportati fin nelle Indie e in Cina.
Oggi è ritenuta una delle attività commerciali più antiche di tutta Europa, attiva da oltre quattro secoli. Nonostante le soppressioni ottocentesche del convento, rimase attiva grazie a fra' Damiano Beni e nel 1866 divenne di proprietà comunale e fu presa in affitto dal nipote Cesare Augusto Stefani, i cui eredi gestiscono ancor oggi l'attività.

## Interni
L'antica "spezieria", oggi non più farmacia, bensì profumeria ed erboristeria, si trova in un vero e proprio ambiente monumentale, con decorazioni e arredi antichi, risalenti a varie epoche. Conserva anche una pregevole collezione di materiale scientifico, quali termometri, mortai, bilance, misurini, eccetera, oltre ai pregiati vasi da farmacia dal Seicento al Novecento.

### Ingresso e corridoio

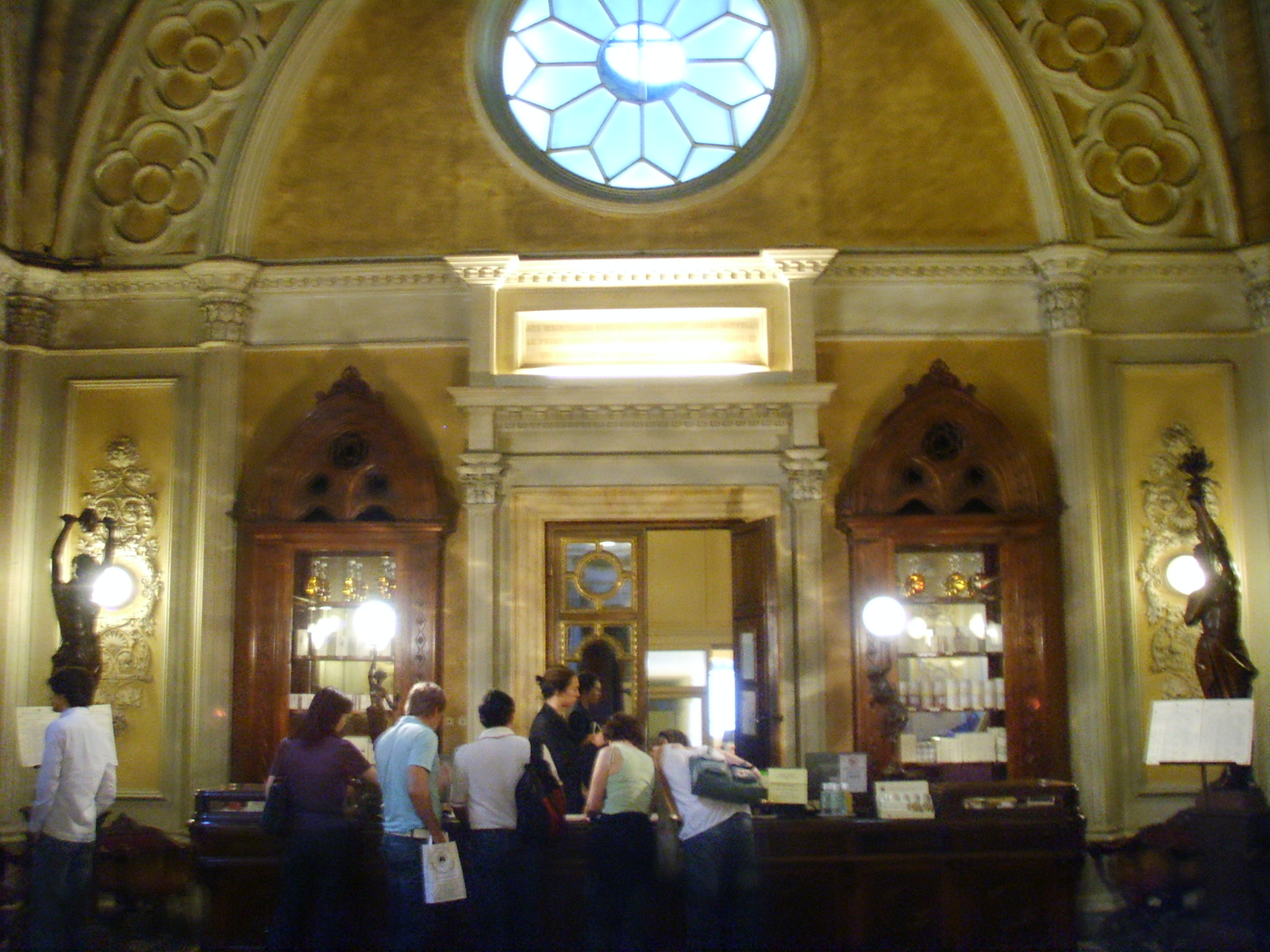
sala di vendita

Si accede al locale vendita della profumeria da un portale in pietra serena a tutto sesto, finemente scolpito, sormontato da un frontone, al cui centro è posto lo stemma dei frati domenicani, riconoscibile dal sole raggiante.
La galleria d'accesso alla Sala di Vendita non è l'ingresso originario della Farmacia; essa fu, infatti, aperta solo alla fine del Settecento. L'apertura ufficiale della farmacia al pubblico, nel 1612, vedeva l'accesso dal Chiostro grande, oggi di proprietà della Scuola Sottufficiali Carabinieri, attraverso il portale a forma di conchiglia progettato da Matteo Nigetti. L'antica spezieria, oggi Erboristeria, è stata il locale riservato alla vendita e all'esposizione dei prodotti dal 1612 al 1848.
Nell'atrio classicheggiante si aprono lateralmente due esedre, ciascuna con una statua marmorea: Igea e Galeno, rispettivamente la personificazione della dea della salute e del dio della medicina. Il piccolo vestibolo è in stile neogotico, con decorazioni prevalentemente blu e oro, e dà accesso alla principale sala di vendita.

### Sala di vendita
La grande Sala di vendita era in origine una delle cappelle del convento, dedicata a san Niccolò di Bari, di patronato della ricca famiglia Acciaioli. Secondo la tradizione la cappella fu un dono di riconoscenza di Dardano Acciaioli ai frati domenicani. Si racconta che essendo Dardano ammalato e non sapendo i medici diagnosticare, né curare la sua malattia, per salvare la loro reputazione, gli ordinarono come cura una particolare uva detta “ursina” o “lugliola” che in quel periodo dell'anno era quasi impossibile da reperire. La mancata guarigione sarebbe quindi stata attribuita all'impossibilità di trovare la “medicina”. I frati di Santa Maria Novella, venuti a conoscenza di questo, raccolsero dal loro orto questa uva e la offrirono a Dardano che miracolosamente guarì. Il nobiluomo, per riconoscenza, propose ai domenicani di donare loro qualcosa che restasse a memoria perpetua ed essi chiesero che contribuisse alla costruzione di una cappella "per comodo degli infermi". La cappella sorse nei pressi dell'infermeria in maniera che i malati potessero così seguire le funzioni religiose anche dal proprio letto. 
Alla fine del XVII fu concessa alla Compagnia di Sant'Anna dei Palafrenieri, che approntarono resatauri e modifiche: fecero aprire l'ingresso su via della Scala e rifecero la volta e il tetto. Una volta soppressa con la riforma di Pietro Leopoldo, la sede della Compagnia fu adibita a magazzino. Una grande ristrutturazione avvenne nel 1848 quando la sempre crescente notorietà della farmacia rese necessario un idoneo salone per accogliere i clienti. Tutti i lavori furono voluti da fra' Damiano Beni, uno dei più importanti direttori della farmacia. Il locale venne diviso in due ambienti: sala di vendita e magazzino.
Gli affreschi della volta, in cui fu mantenuta l'antica volta a crociera, eseguiti da Paolino Sarti, rappresentano i quattro continenti a simboleggiare la fama della Farmacia e dei suoi prodotti nel mondo. L'arredo è composto da armadi neogotici in noce nei quali sono esposti i prodotti dell'officina.

### Sala verde

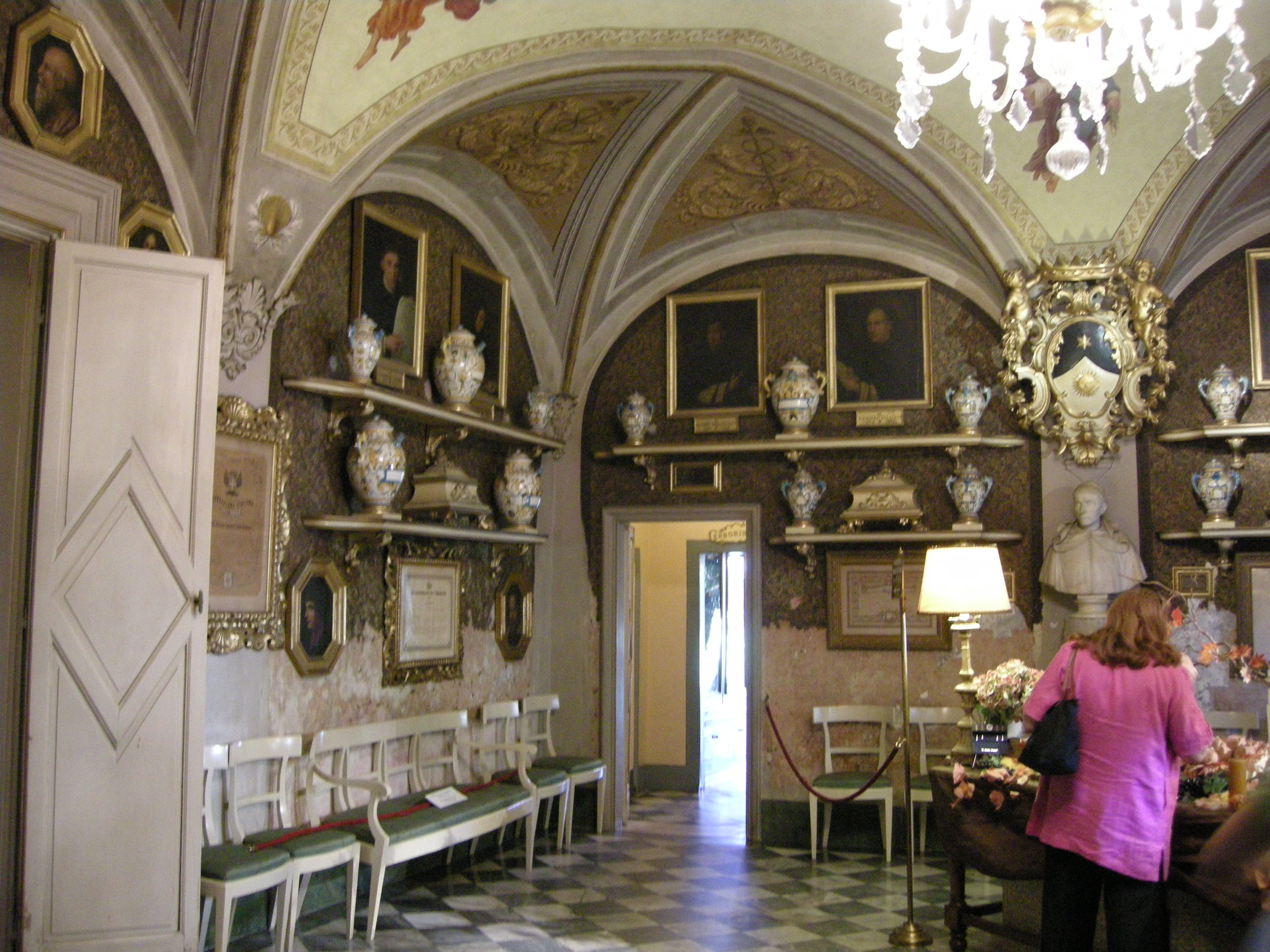
La Sala Verde

A destra si accede alla cosiddetta Sala verde, prospiciente al giardino, che venne costruita tra il 1335 ed il 1337, tra l'infermeria del convento e la cappella, per farne un appartamento privato, ma non fu mai usata a tale scopo. Dal 1542, anno in cui con il primo libro delle entrate e delle uscite ebbe inizio l'attività commerciale della farmacia, questa sala ospitò le stufe a piramide per distillare, i fornelli ed i vetri. Nel Settecento la Sala Verde, divenne sala di ricevimento per gli ospiti di riguardo, ai quali venivano servite le specialità della farmacia come l'Alkermes o la China, ma soprattutto la cioccolata, bevanda allora di grande moda. Oggi la sala è arredata con mobili in stile direttorio del XVIII secolo.
A destra, sulla parete, domina l'effigie del santo domenicano Pietro da Verona di Lorenzo Lippi, inserita in uno scudo coronato intagliato e dorato circondato da tre putti che tengono le palle medicee e intorno al quale è avviluppata un serpente, attributo del dio della medicina, Esculapio. Lo stemma e l'effigie, che forse nasconde un ritratto, fu donato entro il 1659 dal granduca Ferdinando II al rettore fra' Angiolo Marchissi, a dimostrazione del favore mediceo verso l'istituzione.
Sulla parete di fronte si trova lo stemma dei Domenicani di Santa Maria Novella con la ricca cornice intagliata e dorata, sotto la quale vi è il busto marmoreo di Fra' Tommaso Valori, uno dei direttori. In alto sono i ritratti tutti i direttori dell'Officina dal 1612, anno della fondazione ufficiale, in poi.

### Sala dell'Antica Spezieria

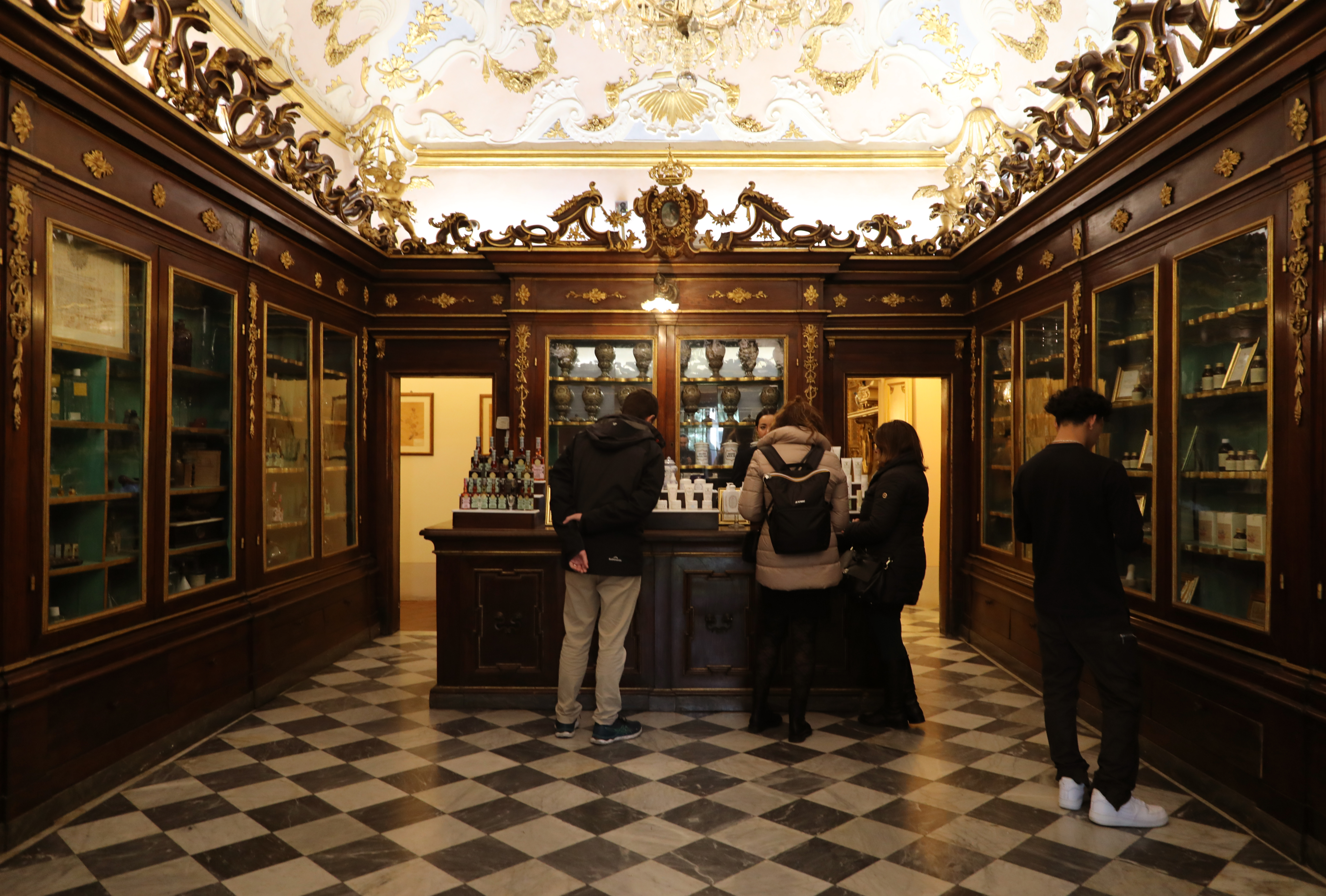
L'Antica Spezieria

L'Antica Spezieria, oggi Erboristeria, fu la sala riservata alla vendita dal 1612 al 1848 e vi si accedeva dal Chiostro Grande di Santa Maria Novella attraverso il portale progettato da Matteo Nigetti, ai fianchi del quale esistono tuttora due lapidi che ricordano l'attività farmaceutica dei frati, privilegi concessi dal granduca ed ospiti illustri della farmacia.
La sala è impreziosita dalla ricca decorazione in stucco del soffitto a volta del Settecento, con animali fantastici, sfingi, draghi, aquile reali maschere, festoni di frutta e rose, tutti motivi cari al repertorio dell'epoca. Alcuni elementi, i nastri ed i festoni, ritornano nell'intaglio ligneo che sormonta gli armadi seicenteschi. Nell'armadio situato nella parete d'ingresso, al centro dell'intaglio si trova una ghirlanda di rose in legno dorato, sormontato da una corona, al cui interno è raffigurato lo Sposalizio mistico di santa Caterina d'Alessandria.

### Sacrestia

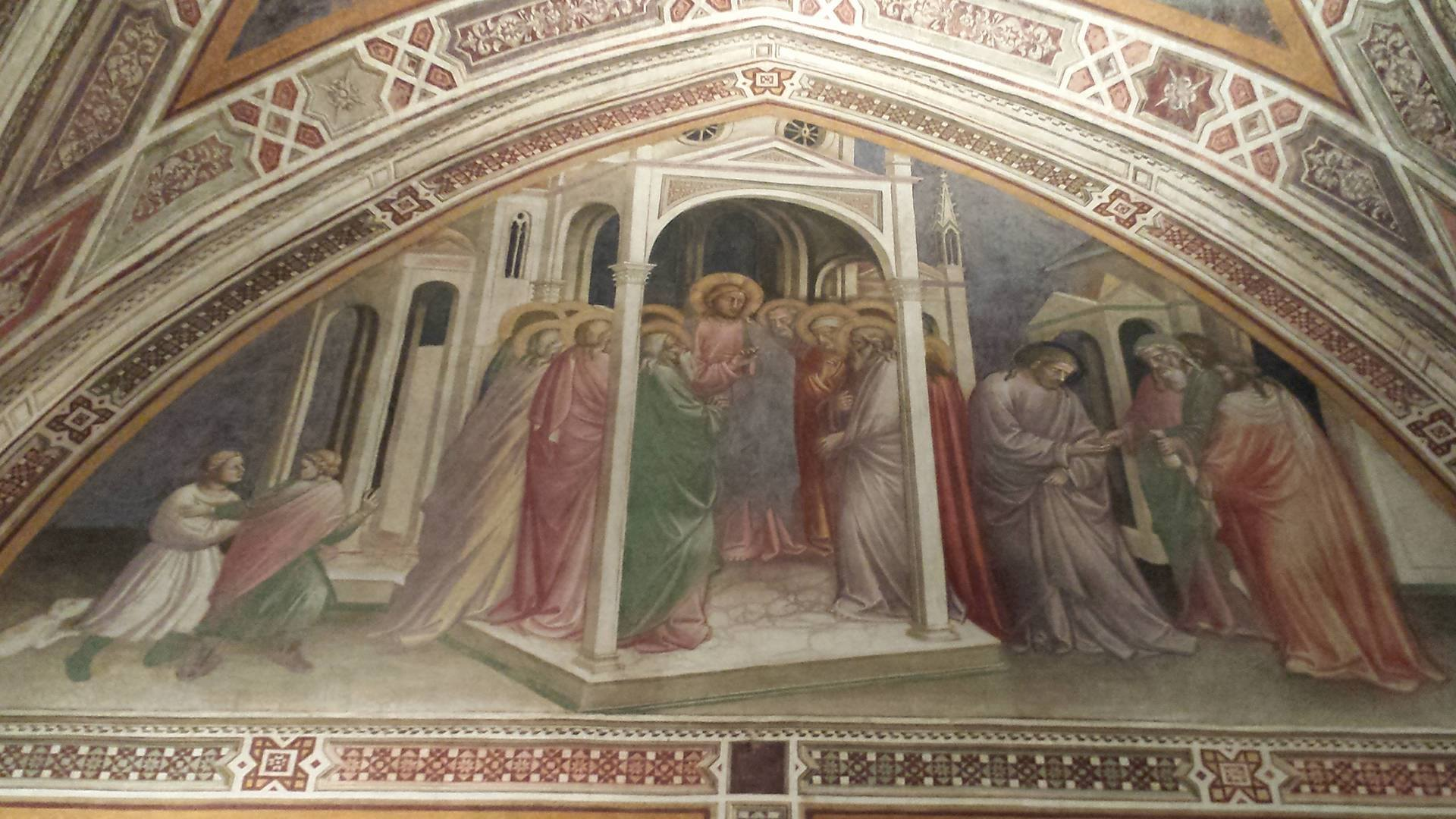
Una lunetta affrescata da Mariotto di Nardo

Usata fin dal XVII secolo come aromateria, era la stanza dove si conservavano le acque distillate e per questo chiamata “Stanza delle acque”.
Le pareti sono completamente affrescate con storie della passione di Cristo da Mariotto di Nardo tra 1385 e 1405. Nel 2012 per i 400 anni dell'azienda tutti i locali di via della Scala sono stati restaurati. 
Nell'affresco originale del XIV secolo, l'intervento ottocentesco è stato il più impattante: la volta fu infatti interamente ridipinta in quel periodo e su uno sfondo di cielo stellato furono rappresentati i quattro evangelisti.

 
Con l'attuale restauro Daniela Dini è riuscita a liberare completamente la volta dalla pittura ottocentesca riportandola all'originale dipinto di Mariotto di Nardo. I quattro evangelisti ottocenteschi hanno dato posto a tre santi ed un vescovo: un francescano (San Bernardo di Quintavalle), un benedettino (San Benedetto), un domenicano (San Tommaso) ed un vescovo (San Niccolò).” 

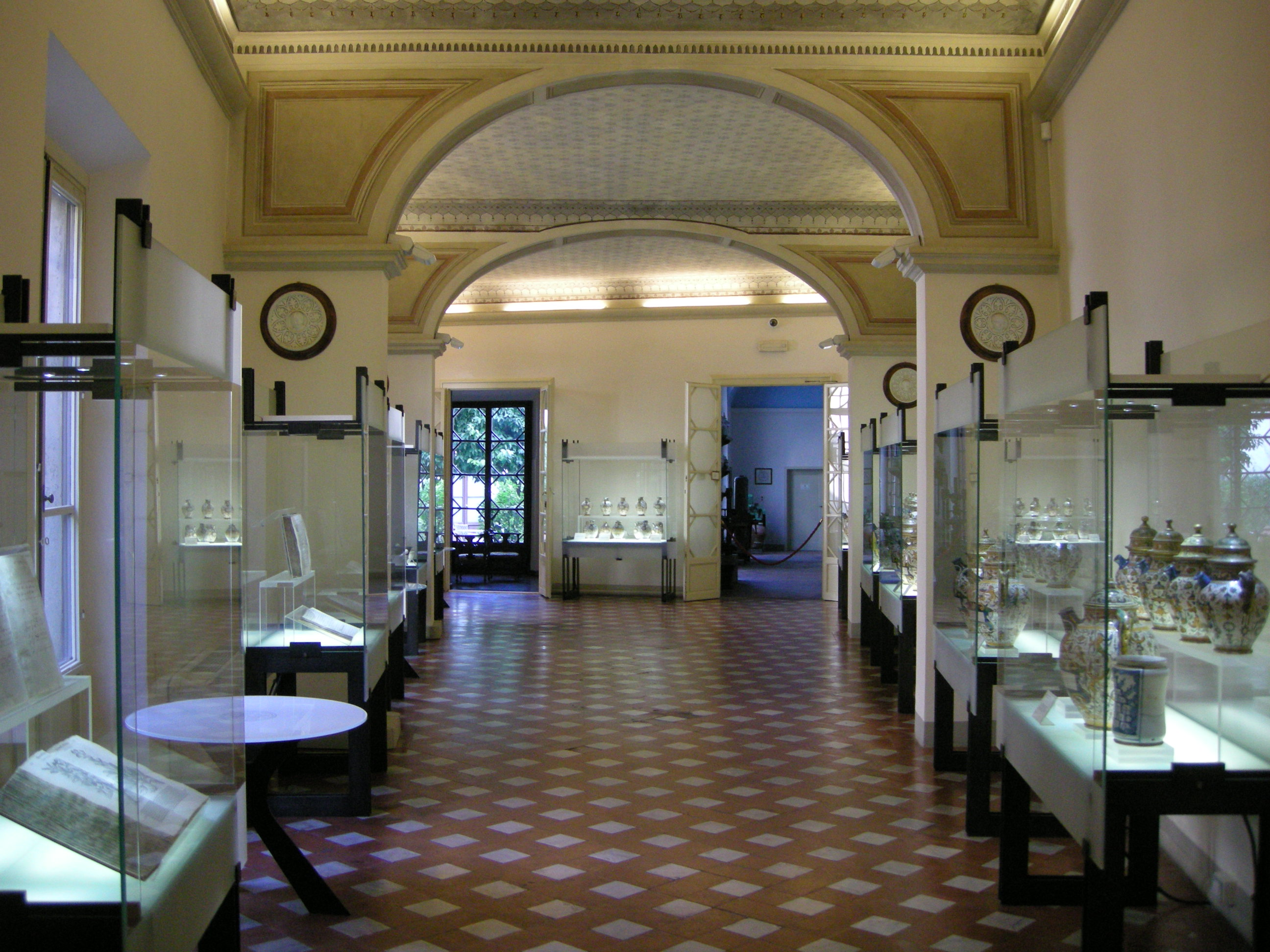
Il museo

### Museo
Il percorso museale dell'Officina profumo-farmaceutica di Santa Maria Novella si sviluppa in quelli che un tempo erano i laboratori di produzione.
Nella volontà di ridare luce e vita alle macchine utilizzate un tempo per le lavorazioni, ai vetri, alle antiche ceramiche ed agli oggetti di rame e di bronzo nasce il museo.

### Altri ambienti
Accanto alla Spezieria si trovano le grandi cantine dove sono immagazzinati da secoli i prodotti. Da qui si accede anche alla tisaneria e all'antica distilleria; questi ambienti si affacciano sul grazioso giardino delle erbe dove i frati coltivavano le piante officinali, vicino al secondo ingresso su piazza Santa Maria Novella (aperto solo in circostanze speciali).

## Collezioni scientifiche
In tutta la Farmacia sono esposti vari strumenti scientifici e contenitori, databili tra il Seicento e il Novecento. La collezione si compone di tre nuclei: vasi ceramici da farmacia (manifatture di Montelupo, Richard-Ginori e Chini), vetri da farmacia (bottiglie, alambicchi e altro) e strumenti scientifici veri e propri (termometri, mortai, bilance, misurini).
Nelle vetrine della Sala dell'antica Spezieria sono esposti vecchi alambicchi e altri strumenti usati per estrarre e sintetizzare profumi e composti medicinali; i termometri ad alto fusto dell'Accademia del Cimento sono delle copie: gli originali si trovano presso il Museo Galileo di Firenze.